# Sulayman Barry
Sulayman Barry (* 20. Jahrhundert) ist ein gambischer Verwaltungsbeamter, er war vom März 2017 bis März 2019 Gouverneur der gambischen Central River Region (CRR).

## Leben
Barry war bei der Gambia Revenue Authority (GRA) beschäftigt. Am 6. März 2017 wurde Barry von der neuen Regierung Adama Barrow zum Gouverneur der Central River Region ernannt, er ersetzt Omar Khan, der Anfang Februar von diesem Posten enthoben wurde.
Er wurde am 1. März 2019 als Gouverneur von Sheriff Abba Sanyang abgelöst.